# Tanatanaón
Tanatanaón es un barrio rural   del municipio filipino de tercera categoría de Dumarán perteneciente a la provincia  de Paragua en Mimaro,  Región IV-B.
En 2007 Tanatanaón contaba con 1.324 residentes.

## Geografía
La sede del municipio de Dumarán se encuentra situada en isla del mismo nombre, mientras que su término queda repartido entre esta isla, ocupando la parte suroeste de la isla y separado por el canal de Dumarán la de La Paragua, considerada continental.
Linda al noroeste con el municipio de Araceli, nordeste de la isla; al norte con la bahía de Bentouán; al sur y al este con el Mar de Joló.
La parte continental linda al suroeste con el municipio de  Roxas; y al noroeste con el municipio de Taytay.
El barrio continental de Tanatanaón se encuentra situado en el interior de la isla de La Paragua, siendo el más alejado de la Población, a poniente.
Linda al norte con el barrio de Libertad, del municipio de Taytay; al sur y al oeste con el barrio de Antonino, del municipio de Roxas; al este con el barrio de Itangil; y al sureste con los barrios de Bagongbayán y de Ilián.

### Demografía
El barrio  de Tanatanaón contaba  en mayo de 2010 con una población de 1.588 habitantes.

## Historia
La misión de Dumarán formaba parte de la provincia española de  Calamianes, una de las 35 del archipiélago Filipino, en la parte llamada de Visayas. Pertenecía a la audiencia territorial  y Capitanía General de Filipinas, y en lo espiritual a la diócesis de Cebú.